# Фрате (Тревизо)
Фрате је насеље у Италији у округу Тревизо, региону Венето.
Према процени из 2011. у насељу је живело 257 становника. Насеље се налази на надморској висини од 162 м.